# 第21回全国高等学校選抜ラグビーフットボール大会
第21回全国高等学校選抜ラグビーフットボール大会は2020年3月25日から3月31日まで熊谷ラグビー場にて予定されていた全国高校選抜ラグビー大会である。新型コロナウイルスの全世界大流行の影響で中止となった。中止になるのは第12回大会以来。

## 概要
2020年3月2日に中止を発表。なお中止の影響で第100回全国高校大会にて選抜大会優勝校が属する都道府県に与える予定だった出場枠が消滅。